# Руппинер-Зе
Руппинер-Зе (нем. Ruppiner See) — озеро в восточной части Германии.
Озеро Руппинер-Зе находится в регионе Руппинерланд, на северо-западе земли Бранденбург, в округе Остпригниц-Руппин. С длиной в 14 километров и шириной в 800 метров Руппинер-Зе является самым протяжённым озером Бранденбурга. Имеет форму полумесяца. Площадь озера — 8,25 км². На севере в него впадает, а на юге из него вытекает река Рин. Озеро образовалось около 12.000 лет назад, как следствие отступления ледника по окончании последнего ледникового периода. Воды озера богаты рыбой.
В 1788 году был проложен канал, соединяющий водным путём Руппинер-Зе с рекой Хафель и с Берлином. В 1898 году над озером была проложена дамба с железнодорожной линией длиной в 2,5 км. На берегах озера находятся города Нёйруппин, Альт-Руппин, Вустрау.